# Congrès universel d'espéranto de 1949
Pour un article plus général, voir Congrès universel d'espéranto.
 (décembre 2024).
Le congrès universel d’espéranto de 1949 est le 34e congrès universel d’espéranto, organisé en août 1949, à Bournemouth en Angleterre au Royaume-Uni.